# 先進黨
先進黨，為中華民國的一個政黨，創黨人為陳裕祥，1996年1月1日成立，成立地點為台北市浦城街26巷2之2號3樓，只有參選過一次1996年中華民國國民大會代表選舉，得票數為4,029，提名3位候選人，都沒有當選，分別為彰化縣第三選區游國相、台北市第一選區黃建源、新竹市顏培元。
2020年4月29日，內政部公告因未依《政黨法》補正完成，廢止先進黨的備案。

## 參選狀況

### 國民大會代表選舉
| 選舉名稱                     | 得票數 | 得票率 | 提名席次 | 當選席次/總席次 | 當選名單 |
| ---------------------------- | ------ | ------ | -------- | --------------- | -------- |
| 1996年第三屆國民大會代表選舉 | 4,029  | ~0.0%  | 3        | 0/334           |          |